# Isla San Diego
Isla San Diego es una pequeña isla de México en el sur del Golfo de California.  Administrativamente pertenece al municipio de Comondú del Estado de Baja California Sur,  y está muy cerca de la pequeña isla llamada La Habana.
Es árida y está deshabitada, se encuentra a unos 22 km al este de la costa de la Baja California, 9,5 km al norte de la isla de San José y 6 km al sursureste de la isla de Santa Cruz.  Isla San Diego posee 1,5 km de largo,  hasta 500 m de ancho y tiene una superficie de 56,3 hectáreas (0,563 km²).